# Seznam stavkov R
Obvestilni stavki oziroma stavki R (angl. Risk = nevarnost) so standardna obvestila o nevarnih snoveh in pripravkov; vsak opozorilni stavek ima tudi številčno oznako (na primer stavek R1, R33 ...).Standardna opozorila R opozarjajo na posebna tveganja pri uporabi in ravnanju z nevarnimi snovmi in izhajajo iz ugotovljenih nevarnih lasnosti snovi. Uporabljajo se v mednarodnem prostoru, v Evropski uniji pa so bili objavljeni v direktivi 67/548/EEC.Za nevarne snovi, ki se dajejo v promet v Republiki Sloveniji, pa velja Pravilnik o razvrščanju, pakiranju in označevanju nevarnih snovi: Uradni list RS, št. 101/2002.

## Osnovni stavki
| Oznaka | Pomen                                                                         |
| ------ | ----------------------------------------------------------------------------- |
| R1     | Eksplozivno v suhem stanju.                                                   |
| R2     | Nevarnost eksplozije ob udarcu, trenju, požaru ali drugih virih vžiga.        |
| R3     | Velika nevarnost eksplozije ob udarcu, trenju, požaru ali drugih virih vžiga. |
| R4     | Tvori zelo občutljive eksplozivne kovinske spojine.                           |
| R5     | Segrevanje lahko povzroči eksplozijo.                                         |
| R6     | Eksplozivno na zraku ali brez zraka.                                          |
| R7     | Lahko povzroči požar.                                                         |
| R8     | V stiku z vnetljivim materialom lahko povzroči požar.                         |
| R9     | Eksplozivno v mešanici z vnetljivim materialom.                               |
| R10    | Vnetljivo.                                                                    |
| R11    | Lahko vnetljivo.                                                              |
| R12    | Zelo lahko vnetljivo.                                                         |
| R14    | Burno reagira z vodo.                                                         |
| R15    | V stiku z vodo se sproščajo zelo lahko vnetljivi plini.                       |
| R16    | Eksplozivno v mešanici z oksidativnimi snovmi.                                |
| R17    | Samovnetljivo na zraku.                                                       |
| R18    | Pri uporabi lahko tvori vnetljivo/eksplozivno zmes hlapi-zrak.                |
| R19    | Lahko tvori eksplozivne perokside.                                            |
| R20    | Zdravju škodljivo pri vdihavanju.                                             |
| R21    | Zdravju škodljivo v stiku s kožo.                                             |
| R22    | Zdravju škodljivo pri zaužitju.                                               |
| R23    | Strupeno pri vdihavanju.                                                      |
| R24    | Strupeno v stiku s kožo.                                                      |
| R25    | Strupeno pri zaužitju.                                                        |
| R26    | Zelo strupeno pri vdihavanju.                                                 |
| R27    | Zelo strupeno v stiku s kožo.                                                 |
| R28    | Zelo strupeno pri zaužitju.                                                   |
| R29    | V stiku z vodo se sprošča strupen plin.                                       |
| R30    | Med uporabo utegne postati lahko vnetljivo.                                   |
| R31    | V stiku s kislinami se sprošča strupen plin.                                  |
| R32    | V stiku s kislinami se sprošča zelo strupen plin.                             |
| R33    | Nevarnost za zdravje zaradi kopičenja v organizmu.                            |
| R34    | Povzroča opekline.                                                            |
| R35    | Povzroča hude opekline.                                                       |
| R36    | Draži oči.                                                                    |
| R37    | Draži dihala.                                                                 |
| R38    | Draži kožo.                                                                   |
| R39    | Nevarnost zelo hudih trajnih okvar zdravja.                                   |
| R40    | Možen rakotvoren učinek.                                                      |
| R41    | Nevarnost hudih poškodb oči.                                                  |
| R42    | Vdihavanje lahko povzroči preobčutljivost.                                    |
| R43    | Stik s kožo lahko povzroči preobčutljivost.                                   |
| R44    | Nevarnost eksplozije ob segrevanju v zaprtem prostoru.                        |
| R45    | Lahko povzroči raka.                                                          |
| R46    | Lahko povzroči dedne genetske okvare.                                         |
| R48    | Nevarnost hudih okvar zdravja pri dolgotrajnejši izpostavljenosti.            |
| R49    | Pri vdihavanju lahko povzroči raka.                                           |
| R50    | Zelo strupeno za vodne organizme.                                             |
| R51    | Strupeno za vodne organizme.                                                  |
| R52    | Škodljivo za vodne organizme.                                                 |
| R53    | Lahko povzroči dolgotrajne škodljive učinke na vodno okolje.                  |
| R54    | Strupeno za rastline.                                                         |
| R55    | Strupeno za živali.                                                           |
| R56    | Strupeno za organizme v zemlji.                                               |
| R57    | Strupeno za čebele.                                                           |
| R58    | Lahko povzroči dolgotrajne škodljive učinke na okolje.                        |
| R59    | Nevarno za ozonski plašč.                                                     |
| R60    | Lahko škoduje plodnosti.                                                      |
| R61    | Lahko škoduje nerojenemu otroku.                                              |
| R62    | Možna nevarnost oslabitve plodnosti.                                          |
| R63    | Možna nevarnost škodovanja nerojenemu otroku.                                 |
| R64    | Lahko škoduje zdravju dojenčka preko materinega mleka.                        |
| R65    | Zdravju škodljivo: pri zaužitju lahko povzroči poškodbo pljuč.                |
| R66    | Ponavljajoča izpostavljenost lahko povzroči nastanek suhe ali razpokane kože. |
| R67    | Hlapi lahko povzročijo zaspanost in omotico.                                  |
| R68    | Možna nevarnost trajnih okvar.                                                |

Niso več v uporabi:
| Oznaka | Pomen                                     |
| ------ | ----------------------------------------- |
| R13    | Hraniti ločeno od hrane, pijače in krmil. |
| R47    | Lahko povzroči napake pri rojstvu.        |

## Sestavljeni stavki
| Oznaka       | Pomen |
| ------------ | --- |
| R14/15       | Burno reagira z vodo, pri čemer se sprošča zelo lahko vnetljiv plin.                                             |
| 15/29        | V stiku z vodo se sprošča strupen, zelo lahko vnetljiv plin.                                                     |
| R20/21       | Zdravju škodljivo pri vdihavanju in v stiku s kožo.                                                              |
| R20/22       | Zdravju škodljivo pri vdihavanju in pri zaužitju.                                                                |
| R20/21/22    | Zdravju škodljivo pri vdihavanju, v stiku s kožo in pri zaužitju.                                                |
| R21/22       | Zdravju škodljivo v stiku s kožo in pri zaužitju.                                                                |
| R23/24       | Strupeno pri vdihavanju in v stiku s kožo.                                                                       |
| R23/25       | Strupeno pri vdihavanju in pri zaužitju.                                                                         |
| R23/24/25    | Strupeno pri vdihavanju, v stiku s kožo in pri zaužitju.                                                         |
| R24/25       | Strupeno v stiku s kožo in pri zaužitju.                                                                         |
| R26/27       | Zelo strupeno pri vdihavanju in v stiku s kožo.                                                                  |
| R26/28       | Zelo strupeno pri vdihavanju in pri zaužitju.                                                                    |
| R26/27/28    | Zelo strupeno pri vdihavanju, v stiku s kožo in pri zaužitju.                                                    |
| R27/28       | Zelo strupeno v stiku s kožo in pri zaužitju.                                                                    |
| R36/37       | Draži oči in dihala.                                                                                             |
| R36/38       | Draži oči in kožo.                                                                                               |
| R36/37/38    | Draži oči, dihala in kožo.                                                                                       |
| R37/38       | Draži dihala in kožo.                                                                                            |
| R39/23       | Strupeno: nevarnost zelo hudih trajnih okvar zdravja pri vdihavanju.                                             |
| R39/24       | Strupeno: nevarnost zelo hudih trajnih okvar zdravja v stiku s kožo.                                             |
| R39/25       | Strupeno: nevarnost zelo hudih trajnih okvar zdravja pri zaužitju.                                               |
| R39/23/24    | Strupeno: nevarnost zelo hudih trajnih okvar zdravja pri vdihavanju in v stiku s kožo.                           |
| R39/23/25    | Strupeno: nevarnost zelo hudih trajnih okvar zdravja pri vdihavanju in pri zaužitju.                             |
| R39/24/25    | Strupeno: nevarnost zelo hudih trajnih okvar zdravja v stiku s kožo in pri zaužitju.                             |
| R39/23/24/25 | Strupeno: nevarnost zelo hudih trajnih okvar zdravja pri vdihavanju, v stiku s kožo in pri zaužitju.             |
| R39/26       | Zelo strupeno: nevarnost zelo hudih trajnih okvar zdravja pri vdihavanju.                                        |
| R39/27       | Zelo strupeno: nevarnost zelo hudih trajnih okvar zdravja v stiku s kožo.                                        |
| R39/28       | Zelo strupeno: nevarnost zelo hudih trajnih okvar zdravja pri zaužitju.                                          |
| R39/26/27    | Zelo strupeno: nevarnost zelo hudih trajnih okvar zdravja pri vdihavanju in v stiku s kožo.                      |
| R39/26/28    | Zelo strupeno: nevarnost zelo hudih trajnih okvar zdravja pri vdihavanju in pri zaužitju.                        |
| R39/27/28    | Zelo strupeno: nevarnost zelo hudih trajnih okvar zdravja v stiku s kožo in pri zaužitju.                        |
| R39/26/27/28 | Zelo strupeno: nevarnost zelo hudih trajnih okvar zdravja pri vdihavanju, v stiku s kožo in pri zaužitju.        |
| R40/20       | Zdravju škodljivo: možna nevarnost trajnih okvar zdravja pri vdihavanju.                                         |
| R40/21       | Zdravju škodljivo: možna nevarnost trajnih okvar zdravja v stiku s kožo.                                         |
| R40/22       | Zdravju škodljivo: možna nevarnost trajnih okvar zdravja pri zaužitju.                                           |
| R40/20/21    | Zdravju škodljivo: možna nevarnost trajnih okvar zdravja pri vdihavanju in v stiku s kožo.                       |
| R40/20/22    | Zdravju škodljivo: možna nevarnost trajnih okvar zdravja pri vdihavanju in pri zaužitju.                         |
| R40/21/22    | Zdravju škodljivo: možna nevarnost trajnih okvar zdravja v stiku s kožo in pri zaužitju.                         |
| R40/20/21/22 | Zdravju škodljivo: možna nevarnost trajnih okvar zdravja pri vdihavanju, v stiku s kožo in pri zaužitju.         |
| R42/43       | Lahko povzroči preobčutljivost pri vdihavanju in v stiku s kožo.                                                 |
| R48/20       | Zdravju škodljivo: nevarnost hudih okvar zdravja zaradi dolgotrajnejšega vdihavanja.                             |
| R48/21       | Zdravju škodljivo: nevarnost hudih okvar zdravja zaradi dolgotrajnejšega stika s kožo.                           |
| R48/22       | Zdravju škodljivo: nevarnost hudih okvar zdravja zaradi dolgotrajnejšega zauživanja.                             |
| R48/20/21    | Zdravju škodljivo: nevarnost hudih okvar zdravja zaradi dolgotrajnejšega vdihavanja in stika s kožo.             |
| R48/20/22    | Zdravju škodljivo: nevarnost hudih okvar zdravja zaradi dolgotrajnejšega vdihavanja in zauživanja.               |
| R48/21/22    | Zdravju škodljivo: nevarnost hudih okvar zdravja zaradi dolgotrajnejšega stika s kožo in zauživanja.             |
| R48/20/21/22 | Zdravju škodljivo: nevarnost hudih okvar zdravja zaradi dolgotrajnejšega vdihavanja, stika s kožo in zauživanja. |
| R48/23       | Strupeno: nevarnost hudih okvar zdravja zaradi dolgotrajnejšega vdihavanja.                                      |
| R48/24       | Strupeno: nevarnost hudih okvar zdravja zaradi dolgotrajnejšega stika s kožo.                                    |
| R48/25       | Strupeno: nevarnost hudih okvar zdravja zaradi dolgotrajnejšega zauživanja.                                      |
| R48/23/24    | Strupeno: nevarnost hudih okvar zdravja zaradi dolgotrajnejšega vdihavanja in stika s kožo.                      |
| R48/23/25    | Strupeno: nevarnost hudih okvar zdravja zaradi dolgotrajnejšega vdihavanja in zauživanja.                        |
| R48/24/25    | Strupeno: nevarnost hudih okvar zdravja zaradi dolgotrajnejšega stika s kožo in zauživanja.                      |
| R48/23/24/25 | Strupeno: nevarnost hudih okvar zdravja zaradi dolgotrajnejšega vdihavanja, stika s kožo in zauživanja.          |
| R50/53       | Zelo strupeno za vodne organizme: lahko povzroči dolgotrajne škodljive učinke na vodno okolje.                   |
| R51/53       | Strupeno za vodne organizme: lahko povzroči dolgotrajne škodljive učinke na vodno okolje.                        |
| R52/53       | Škodljivo za vodne organizme: lahko povzroči dolgotrajne škodljive učinke na vodno okolje.                       |